# Dilpreet Singh
Pour les articles homonymes, voir Singh.
Dilpreet Singh (en pendjabi : ਦਿਲਪ੍ਰੀਤ ਸਿੰਘ, et en hindi : दिलप्रीत सिंह), né le 12 novembre 1999, est un joueur indien de hockey sur gazon qui joue comme attaquant pour l'équipe nationale indienne,.

## Biographie
Singh est originaire de Butala au Punjab. Il est le fils de Balwinder Singh, qui était joueur de hockey dans l'armée. Il s'est d'abord formé à l'académie Khadur Sahib tenue par son père, puis à l'académie de hockey Maharaja Ranjit Singh située à Amritsar et l'académie Surjit de Jalandhar,.